# Кертис-Рајт BFC-2
Кертис-Рајт BFC-2 (енгл. Curtiss-Wright BFC-2 Goshawk) је морнарички ловац-бомбардер направљен у САД. Авион је први пут полетео 1933. године.

Највећа брзина авиона при хоризонталном лету је износила 330 km/h.
Распон крила авиона је био 9,60 метара, а дужина трупа 7,62 метара. Био је наоружан са два синхронизована митраљеза калибра 7,62 mm.

## Наоружање
| Наоружање авиона: Кертис-Рајт  |        |
| Ватрено (стрељачко) наоружање  |        |
| Топ                            |        |
| Митраљез                       |        |
| Број и ознака митраљеза        | 2      |
| Калибар                        | 7,62   |
| Бомбардерско наоружање (бомбе) |        |
| Укупна маса                    | до 227 |
| Ракетно наоружање (ракете)     |        |

## Земље које су користиле авион
- SAD
- Velika Britanija